# レジンコンクリート
レジンコンクリート（resin concrete、REC）は、結合材(binder)として合成樹脂を使用し、骨材や充填材と練り混ぜて、硬化させた材料である。結合材にセメントを全く用いないのが特徴である。一般的なコンクリートと比べ、早強、高強度、水密性、耐食性などに優れる多機能な材料である。日本では、主にインフラ・ライフライン分野の建設材料として使用されており、景観材料としても使用されることがある。

## 概要
通常、コンクリートとは、セメントを使用したセメントコンクリートを指すのが一般的である。これに対し、セメント水和物の代わりに、主に熱硬化性樹脂を結合材として、骨材・充填材を練り混ぜて固めた材料をレジンコンクリートと称している。レジン、レジコン、RECなど略称で呼ばれることも多い。なお、レジンコンクリートは日本国内での一般名称となり、国際的にはポリマーコンクリート(Polymer concrete)と称されることが多い。
セメントコンクリートの混合時にポリマーを添加するポリマーセメントコンクリート(polymer-cement concrete; PCC)や、セメントコンクリートを硬化させた後に、ポリマーを含浸させるポリマー含浸コンクリート(polymer-impregnated concrete; PIC)とは区別される。
結合材として使用される樹脂の種類として、不飽和ポリエステル樹脂、ビニルエステル樹脂、エポキシ樹脂、アクリル樹脂、フェノール樹脂などがある。これらの樹脂は、それぞれ異なった特徴をもつため、用途・目的に応じて選定されるが、一般的には不飽和ポリエステル樹脂を使用されることが多い。その理由として、他の樹脂に比べ比較的安価であることや、硬化剤の添加量の増減により容易に硬化時間を調節することができ、生産性に優れるためである。

## 特性
レジンコンクリートは、一般的なコンクリートに比べ、高強度、耐食性、水密性に優れる他、対摩耗性、電気絶縁性、振動減衰性、接着性、着色性など、多くの特性を有する。
高強度
一般的なコンクリートとは異なり、圧縮強度だけでなく引張強度も高いため、補強材がなくても曲げを受ける構造部材としての設計が可能であり、現在は、これがレジンコンクリートの使用方法の主流となっている。しかし、曲げひび割れの発生とともに耐力が失われるため、脆性的な破壊を避けるために、用心鉄筋を内部に配置することが多い。高強度であることから、鉄筋コンクリートに比べ部材の薄肉化が可能となり、軽量化が図れる。また、接着性も高いことから、接着構造によって形状の自由度が高くなるメリットがある。
耐食性
一般的なコンクリートは、外部からの化学的作用により、分解し、結合材としての機能を失っていく現象がある。特に、酸性の温泉地や、下水道関連施設で浸食されることが知られている。これに対し、レジンコンクリートは、化学的な浸食に対する抵抗性は高く、例えば、ポリエステルレジンコンクリートでは、濃度10%の硫酸に6ヶ月浸漬した場合でも、質量変化や強度変化はほとんど認められないという結果が報告されている。
水密性
例えば、ポリエステルレジンコンクリートの吸水率は、0.05 - 0.2% 程度であり、一般的なコンクリートの吸水率が4.0 - 6.0% であるのに比べて遙かに水密性が高い。
耐凍結融解性
一般的なコンクリートは、内部に存在する水が凍結することによる氷圧が繰り返し作用し劣化が進行するが、エントレインドエアを連行することで劣化を抑制している。一方、レジンコンクリートは、原料として水を使用していない他、高い水密性を有するため、外部からの水の浸入も極めて少ないため、凍結融解に対する抵抗性は非常に高い。
中性化、塩害、アルカリ骨材反応
レジンコンクリートは、結合材に合成樹脂を使用しているため、その種類にかかわらずほぼ中性である。したがって、一般的なコンクリートとは異なり、鋼材周辺の不動態被膜の形成は期待できないが、ひび割れがなければ、非常に水密性が高く、塩化物イオンや酸素侵入に対する抵抗性も高いため、内部の鋼材の腐食は生じ難い。最近の研究結果から、ひび割れが生じている場合でも、一般的なコンクリートの腐食と同等以下であるということも報告されている。また、アルカリ成分や水の供給がほぼないため、一般的なコンクリートで起こりうるセメント中のアルカリ成分と骨材中のシリカ成分とが化学反応し、膨張・劣化が進行するアルカリ骨材反応のような劣化が生じることはない。

## 用途
レジンコンクリートの用途は、製造形態によって、現場施工と工場製品に分類される。現場施工には、路面補修、化学工場等の床ライニングが従来から広く行われている。
一方、工場製品では、上水道・下水道・通信・電気・ガス・放送・鉄道・水路・道路・港湾など各インフラ・ライフライン分野において、マンホール・ハンドホール・バルブボックス・弁室・下水管路・管渠（レジンコンクリート管）・ピット・電線共同溝・水路補修・集水蓋・カーストッパー・係船柱などの用途でプレキャストコンクリート製品として、幅広く利用されている。これらの他に、振動減衰特性を利用した、工作機械の柱部材や基礎部材、意匠性を重視した大理石調のシステムキッチン、洗面台等としても利用されている。

## 歴史
レジンコンクリートの研究･開発は、1950年代後半から始まり、特に、ソ連、西ドイツ、アメリカ、オーストラリアにおいて研究が盛んであった。次第にコンクリート・ポリマー複合体に関する国際的な関心が高まり、世界各国で国際会議（International Congress on Polymers in Concrete、ICPIC)が開催されるようになった。第1回は、1975年にロンドンで開催され、それ以来大凡3年に1回の間隔で開催されている。
日本においても、ほぼ同時期の1950年代に、旧日本電信電話公社（現NTT）の電気通信研究所でレジンコンクリートの研究・開発が開始され、1970年頃より世界に先駆けて通信用レジンコンクリート製ブロックマンホール・ハンドホールとして実用化された。

## 関連団体
レジンコンクリートの普及を目的とする事業者団体として日本レジン製品協会がある。
会員企業は、日之出水道機器、麻生商事、サンレック、トミス、太陽インダストリー、東海ヒューム管、三山工業、山田産業、飯島石材、大正製作所、プラス産業、昭和電工、DICマテリアル、日本ユピカがある。

## 関連規格
- 日本工業規格(JIS) JIS A 1181 （レジンコンクリートの試験方法）
- 日本水道協会規格 JWWA K-148 （水道用レジンコンクリート製ボックス）
- 日本下水道協会規格
  - JSWAS K-10 （下水道用レジンコンクリート製マンホール）
  - JSWAS K-11 （下水道用レジンコンクリート管）
  - JSWAS K-12 （下水道推進工法用レジンコンクリート管）